# Contea di Huayuan
La contea di Huayuan (花垣县S, Huāyuán XiànP) è una contea della Cina, situata nella provincia di Hunan e amministrata dalla prefettura autonoma tujia e miao di Xiangxi.